# Mike Lazzo
Michael Lazzo, detto Mike (LaGrange, 10 aprile 1958), è un produttore televisivo statunitense.
È noto soprattutto per essere stato il vicepresidente esecutivo insieme a Keith Crofford del programma contenitore Adult Swim (e la sua casa di produzione Williams Street) fino al 2020, quando è stato sostituito da Michael Ouweleen in carica di presidente della rete.

## Biografia
Michael Lazzo è nato a LaGrange, in Georgia, dalla madre Harriet Lazzo. Durante la sua infanzia la sua famiglia si è spesso trasferita rendendo difficile per lui fare amicizia. Dopo aver lasciato la scuola superiore all'età di 15 anni, Lazzo è stato cacciato di casa dalla madre, decidendo di trasferirsi ad Atlanta e lavorando per un cinema. Successivamente ha lavorato in un ufficio postale, tuttavia la riduzione massiccia del suo stipendio lo ha portato a decidere di lavorare per la Turner Broadcasting System nel periodo in cui gestiva la programmazione delle due stazioni di trasmissione CNN e TBS. Lazzo è stato coinquilino col produttore Barry Mills. Durante gli anni è cresciuto e ha investito in televisione, in particolare sui cartoni animati (come Astro Boy e Superauto Mach 5) e i fumetti.
Nel 1994 è diventato capo programmatore e vicepresidente di Cartoon Network.  Ciò ha portato Lazzo a trascorrere gran parte del suo tempo a sviluppare nuovi prodotti animati per completare la libreria dei contenuti, principalmente i vecchi cartoni animati della Hanna-Barbera acquisiti nel 1991 da Turner. La prima serie originale di Cartoon Network a cui ha contribuito è stata The Moxy & Flea Show nel 1994, come produttore esecutivo. In quel periodo, la serie veniva inserita sia nella programmazione regolare che negli stacchi pubblicitari per l'introduzione di un'altra serie animata a tema. Nello stesso anno, Lazzo ha co-creato la sua prima serie animata per adulti Space Ghost Coast to Coast, realizzando una programmazione economica senza particolare budget. Il primo episodio ha richiesto circa 25.000 dollari per essere completato. Nel 1995, lui e Keith Crofford creano il primo spin-off della serie Cartoon Planet.
Nel 1997, Lazzo e la Ghost Planet Industries iniziano a produrre serie per il blocco pomeridiano anime Toonami. Nel 1999, Lazzo appare negli episodi Fire Ant e Table Read di Space Ghost Coast to Coast e nel 2004 diventa programmatore anche di Miguzi, altro blocco pomeridiano rivolto ad un pubblico giovane.
Nel 1999, la Ghost Planet Industries cambia il nome in Williams Street e l'anno successivo inizia a sviluppare altri cartoni animati per adulti legati al personaggio di Space Ghost. Durante il dicembre 2000 andarono in onda diversi spin-off di Space Ghost Coast to Coast, tra cui: The Brak Show, Sealab 2021, Harvey Birdman, Attorney at Law e Aqua Teen Hunger Force su Cartoon Network. Nel settembre 2001 nasce Adult Swim.

## Filmografia

### Produttore esecutivo
- Space Ghost Coast to Coast – serie animata, 108 episodi (1994-2008)
- The Moxy Show – serie animata (1995)
- The Uncle Paul Show – film TV (1996)
- Cartoon Planet – serie animata, 146 episodi (1995-1998, 2012-2014)
- Aqua Teen Hunger Force – serie animata, 139 episodi (2000-2015)
- Sealab 2021 – serie animata, 52 episodi (2000-2005)
- Harvey Birdman, Attorney at Law – serie animata, 1 episodio (2000)
- Brak Presents the Brak Show Starring Brak – speciale televisivo (2000)
- The Popeye Show – serie animata, 45 episodi (2001-2003)
- Welcome to Eltingville – film TV (2002)
- The Brak Show – serie animata, 29 episodi (2000-2003, 2007)
- Spacecataz – serie animata (2004)
- Anime Talk Show – speciale televisivo (2004)
- Perfect Hair Forever – serie animata, 9 episodi (2004-2014)
- Robot Chicken – serie animata, 179 episodi (2005-2018)
- 12 oz. Mouse – serie animata, 23 episodi (2005-2006, 2007, 2018)
- Squidbillies – serie animata, 114 episodi (2005-2017)
- Korgoth of Barbaria – serie animata (2006)
- Frisky Dingo – serie animata, 25 episodi (2006-2008)
- Assy McGee – serie animata, 20 episodi (2006-2008)
- Aqua Teen Hunger Force Colon Movie Film for Theaters – film (2007)
- That Crook'd 'Sipp  – film TV, regia di David Banner, Jacob Escobedo, Nick Weidenfeld e Mike Weiss (2007)
- Let's Fish – corto televisivo (2007)
- Robot Chicken: Star Wars – speciale televisivo (2007)
- Stiff – film TV (2007)
- Gumball – corto televisivo (2008)
- The Xtacles – serie animata, 2 episodi (2008)
- Robot Chicken: Star Wars Episode II – speciale televisivo (2008)
- The Venture Bros. – serie animata, 26 episodi (2013-2018)
- Freaknik: The Musical – film TV (2010)
- Run It Back – serie TV (2010)
- Major Lazer – film TV (2011)
- Off the Air – serie TV, 31 episodi (2011-2019)
- For-Profit Online University – corto televisivo (2013)
- Live Forever as You Are Now with Alan Resnick – corto televisivo (2013)
- Rick and Morty – serie animata, 22 episodi (2013-2015)
- Your Pretty Face Is Going to Hell – serie TV, 18 episodi (2013-2015)
- Fartcopter – corto televisivo (2014)
- Goth Fitness – corto televisivo (2014)
- Alpha Chow – corto televisivo (2014)
- Too Many Cooks – corto televisivo (2014)
- Mike Tyson Mysteries – serie animata, 1 episodio (2014)
- Book of Christ – corto televisivo (2014)
- The Heart, She Holler – serie TV, 8 episodi (2014)
- Unedited Footage of a Bear – corto televisivo (2014)
- FishCenter – serie TV (2015)
- M.O.P.Z. – film TV (2016)
- The Adult Swim Golf Classic – film TV (2016)
- Gigglefudge, U.S.A. – film TV (2016)
- Childrens Hospital – serie TV, 14 episodi (2016)
- Giles Vanderhoot – film TV (2016)
- Live at the Necropolis: The Lords of Synth – film TV (2016)
- News Hits – film TV (2016)
- Bad Guys – serie animata, episodio 1x1 (2016)
- Stupid Morning Bullshit – serie TV, 1 episodio (2017)
- Samurai Jack – serie animata, 10 episodi (2017)
- The Shivering Truth – serie animata, 7 episodi (2018)

### Produttore
- How Zorak Stole X-Mas – videogioco (1998)
- The Powerpuff Girls: Showdown in the Sky in 3D – videogioco (2002)
- Space Ghost Coast to Coast – serie animata, 24 episodi (1995-1996)
- Triple Threat Pinball – videogioco (2005)

### Sceneggiatore
- Space Ghost Coast to Coast – serie animata, 1 episodio (1996)

### Doppiatore
- Robot Chicken – serie animata, 4 episodi (2006-2011)
- 12 oz. Mouse – serie animata, 1 episodio (2018)

## Riconoscimenti
Primetime Emmy Awards
- 2007 – Candidatura come miglior programma d'animazione per Robot Chicken
- 2008 – Candidatura come miglior programma d'animazione per Robot Chicken: Star Wars (Speciale 1)
- 2009 – Candidatura come miglior programma d'animazione per Robot Chicken: Star Wars (Speciale 2)
- 2010 – Miglior corto animato per Robot Chicken
- 2011 – Candidatura come miglior programma d'animazione per Robot Chicken: Star Wars (Speciale 3)
- 2011 – Candidatura come miglior corto animato per Robot Chicken
- 2012 – Candidatura come miglior corto animato per Robot Chicken
- 2013 – Candidatura come miglior corto animato per Robot Chicken
- 2014 – Candidatura come miglior corto animato per Robot Chicken
- 2014 – Candidatura come miglior cortometraggio live-action per Childrens Hospital
- 2015 – Candidatura come miglior cortometraggio live-action per Childrens Hospital
- 2015 – Candidatura come miglior corto animato per Robot Chicken
- 2016 – Miglior corto per una serie comica o drammatica per Childrens Hospital
- 2016 – Miglior corto animato per Robot Chicken
- 2018 – Miglior corto animato per Robot Chicken
- 2018 – Miglior programma d'animazione per Rick and Morty